# Веселе жене виндзорске (ТВ филм)
„Веселе жене виндзорске” је југословенски ТВ филм из 1959. године. Режирао га је Данијел Марушић а сценарио је написан по истоименом делу Вилијама Шекспира.